# World RX of Portugal

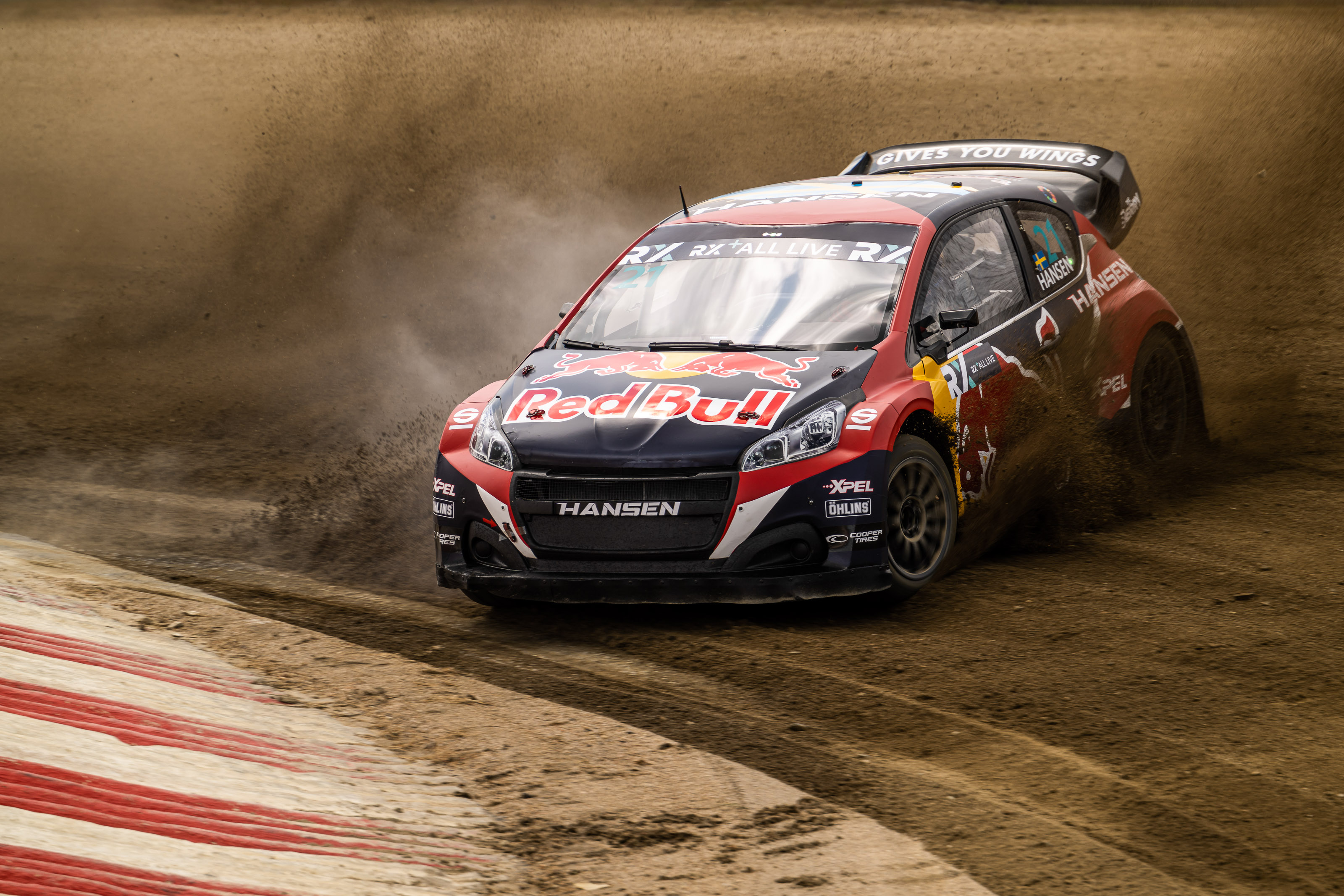
Hansen World RX Team beim Rennen im Jahr 2023.

Der World RX of Portugal ist ein jährlich als Teil des FIA World Rallycross Championship in Portugal ausgetragenes Rallycross-Rennen. Es findet auf der Pista Automóvel de Montalegre statt.

## Geschichte
Das Rennen wurde als Teil der Debütsaison der Rallycross-Weltmeisterschaft im Jahr 2014 zum ersten Mal ausgetragen. Bis zur Saison 2018 wurde es jährlich ausgetragen, im Folgejahr flog es jedoch aus dem Kalender. Die ursprünglich 2020 geplante Rückkehr fand aufgrund der COVID-19-Pandemie letztendlich erst 2021 statt, wobei es das World RX of Norway ersetzte. Zur Saison 2022 wurde die Strecke renoviert.
Ab 2025 soll das Rennen auf dem Circuito Automóvel de Lousada stattfinden.

## Sieger
| Jahr | Finaler Sieger                       |
| ---- | ------------------------------------ |
| 2014 | Petter Solberg                       |
| 2015 | Johan Kristoffersson                 |
| 2016 | Petter Solberg                       |
| 2017 | Mattias Ekström                      |
| 2018 | Johan Kristoffersson                 |
| 2020 | Nicht ausgetragen                    |
| 2021 | Niclas Grönholm                      |
| 2022 | Johan Kristoffersson Niclas Grönholm |
| 2023 | Johan Kristoffersson                 |
| 2024 | Johan Kristoffersson Kevin Hansen    |